# 朱云卿

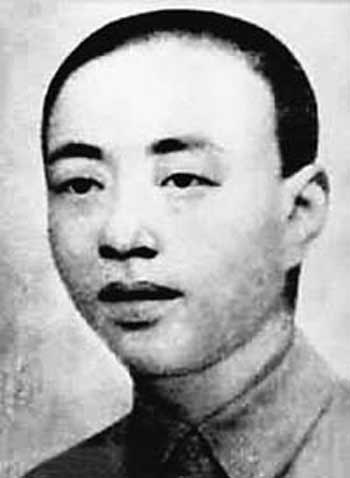
朱云卿肖像

朱云卿（1907年—1931年），广东嘉应州（今梅县）人，中国工农红军早期领导人。

## 生平
朱云卿幼年时随叔父在印度尼西亚打工，1924年归国，进入黄埔军校第三期。1925年，参加东征讨伐陈炯明，同年底加入中国共产党。1928年，进入井冈山，任红四军11师31团团长，此后率部参加了草市坳战斗、新老七溪岭战斗和龙源口战斗。1929年，朱云卿随毛泽东、朱德率红四军主力出击赣南，朱云卿任军参谋长。同年6月，红1军团成立，朱云卿任军团参谋长。12月，蒋介石组织国民革命军进行围剿，朱云卿亲自率红三军团、红一军团组织龙冈战斗，活捉师长张辉瓒，及下九千余人，取得第一次反围剿战役的胜利。
1931年1月，苏区中央局和中央革命军事委员会成立。项英为代书记和军委主席，毛泽东、朱德为副主席，朱云卿为中革军委总参谋部代部长。然而同年，在备战第二次反围剿战役时，朱云卿身患重病，被国民政府派人在医院刺杀。